# Running Riot in '84
Running Riot in '84 é o segundo álbum de estúdio do Cock Sparrer, uma banda britânica de punk rock. O lançamento ocorreu em 1984.
| Críticas profissionais                                                      | Críticas profissionais |
| Avaliações da crítica                                                       | Avaliações da crítica  |
| Fonte                                                                       | Avaliação              |
| --------------------------------------------------------------------------- | ---------------------- |
| allmusic                                                                    | [ 1 ]                  |
| Esta tabela precisa de ser acompanhada por texto em prosa. Consulte o guia. |                        |

## Faixas
Todas as músicas escritas pelo Cock Sparrer.
1. "Run with the Blind"
2. "Is Anybody There?"
3. "Price Too High to Pay"
4. "Think Again"
5. "Don't Say a Word"
6. "The Sun Says"
7. "They Mean Murder"
8. "Closedown"
9. "Chip on my Shoulder" (Ao vivo)
10. "Runnin' Riot" (Ao vivo)
11. "The Sun Says" (Faixa bônus do relançamento em CD de 1996)

## Músicos
- Colin McFaul − Vocal
- Steve Burgess − Baixo
- Steve Bruce − Bateria
- Shugs O'Neil − Guitarra solo
- Chris Skepis − Guitarra-rítmica